# Neuseeländische Badmintonmeisterschaft 1972
Die Neuseeländische Badmintonmeisterschaft 1972 fand vom 5. bis zum 9. September 1972 in Hastings statt. Es war die 39. Austragung der Badmintonmeisterschaften von Neuseeland. 	

## Medaillengewinner
| Disziplin    | Gold                          | Silber                          | Bronze                          |
| ------------ | ----------------------------- | ------------------------------- | ------------------------------- |
| Herreneinzel | Bryan Purser                  | Ross Livingston                 | Warren Johns                    |
| Herreneinzel | Bryan Purser                  | Ross Livingston                 | John Compton                    |
| Dameneinzel  | Robin Glenie                  | Alison Branfield                | Judy Nyirati                    |
| Dameneinzel  | Robin Glenie                  | Alison Branfield                | Gilda Tompkins                  |
| Herrendoppel | Richard Purser Bryan Purser   | John Compton Paul Shirley       | Warren Johns Michael H. Stossel |
| Herrendoppel | Richard Purser Bryan Purser   | John Compton Paul Shirley       | F. Girvan K. Atkinson           |
| Damendoppel  | Alison Branfield Robin Glenie | Gilda Tompkins H. Neame         | Judy Nyirati M. Skeen           |
| Damendoppel  | Alison Branfield Robin Glenie | Gilda Tompkins H. Neame         | Gaynor Weatherley F. Walters    |
| Mixed        | Bryan Purser Robin Glenie     | Richard Purser Alison Branfield | Warren Johns F. Walters         |
| Mixed        | Bryan Purser Robin Glenie     | Richard Purser Alison Branfield | John Compton Judy Nyirati       |